# 로라시아
로라시아(Laurasia)는 중생대 말에 생겨난 초대륙이다. 판게아 초대륙이 남반구의 곤드와나와 북반구의 로라시아로 갈라져서 만들어졌다. 북반구의 대륙으로 이루어져 있다. 로라시아라는 이름은 로렌시아(북아메리카)와 유라시아(인도아대륙과 아라비아 반도 제외)의 이름을 합쳐 만들어졌다.
신생대에도 빙하 시대에 베링 육교가 연결되면서 북아메리카와 유라시아 대륙이 다시 연결되기도 했다.

## 같이 보기
- 로라시아상목